# شرکت تسلا

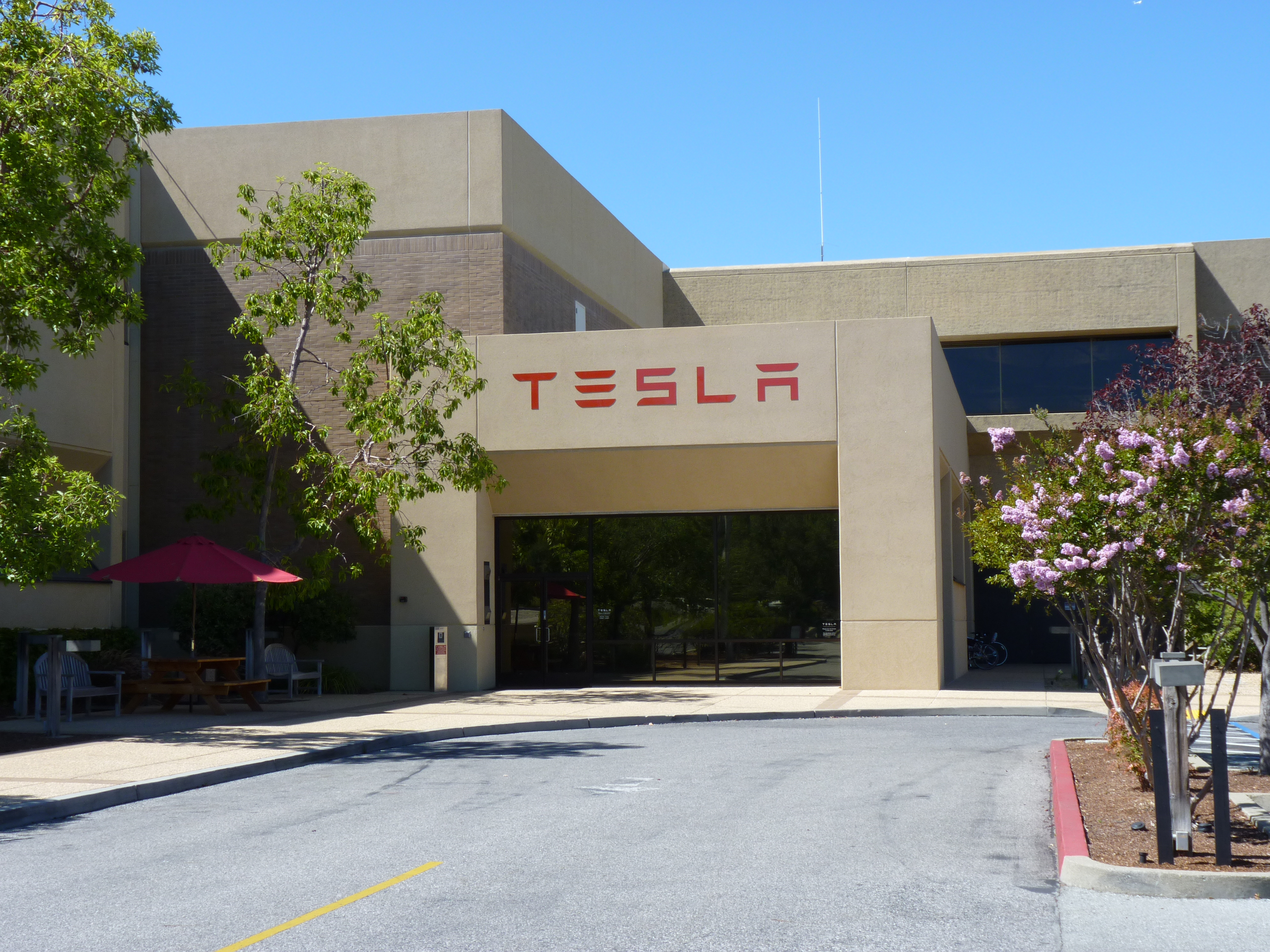
ساختمان مرکزی پیشین تسلا در پالو آلتو، کالیفرنیا

شرکت تسلا (به انگلیسی: Tesla, Inc.) شرکت خودروسازی چندملیتی آمریکایی است که در زمینه طراحی، توسعهٔ فناوری و تولید پنل‌های خورشیدی، توفال‌های خورشیدی، خودروهای برقی و قطعات موردنیاز خودروها و قطارهای برقی فعالیت می‌کند.
شرکت تسلا همچنین تولیدکنندهٔ پکیج‌های باتری لیتیم-یون برای دیگر خودروسازها، مانند تویوتا و مرسدس-بنز است.
تسلا موتورز در سال ۲۰۰۰ توسط ابرهارد جفری استریل و مارک تارپنینگ تأسیس شد و ادای احترام به مخترع و مهندس برق نیکولا تسلا است. ایلان ماسک هم‌اکنون به‌عنوان مدیرعامل اجرایی تسلا فعالیت می‌کند. سهام تسلا در بازار بورس نزدک معامله می‌شود.

## تاریخچه

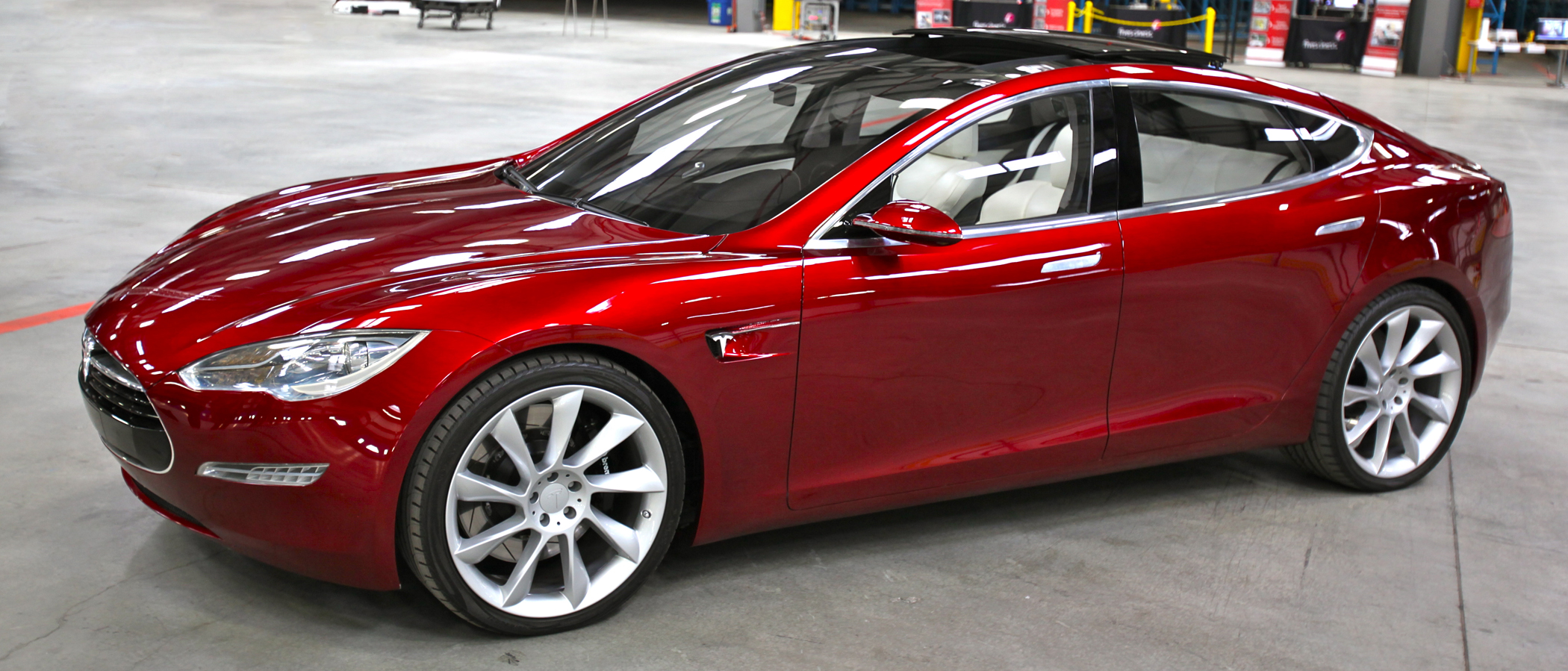
تسلا مدل اس

داستان شرکت تسلا هم به مانند بسیاری دیگر از شرکت‌های سرشناس در زمینه فناوری، از سیلیکون‌ولی و رشد انفجاری شرکت‌ها و استارت‌آپ‌های متنوع در بستر دوران شکوفایی اقتصادی _ سیاسی آمریکای پس از جنگ جهانی شروع می‌شود. اما بنیانگذار تسلا موتورز دقیقاً کیست؟
داستان شرکت تسلا در حقیقت به دهه ۱۹۹۰ و گروهی از مهندسان جوان بازمی‌گردد. در این میان دو نام کلیدی و دو بنیانگذار تسلا به‌شمار می‌روند. یکی از نخستین تولیدات ایشان در زمینه کتاب‌خوان‌های الکترونیکی با تأسیس شرکت کوچکی به نام NuvoMedia در سال ۱۹۹۸ بود.
اما ایده ساخت خودروهای الکتریکی چیزی بود که ذهن آن‌ها را به شدت به خود مشغول ساخته بود. ساخت خودروی الکتریکی مخلوق ذهن مارتین ابرهارد و همکارانش نبود. در همان زمان شرکت‌های مختلفی به این مسئله مشغول بودند و ابرهارد و تارپنینگ به‌طور مستمر به بررسی تجربیات این شرکت‌ها می‌پرداختند.
یکی از این موارد مربوط به شرکتی با عنوان AC Propulsion بود که ایده‌هایی در این زمینه آزموده بود. ابرهارد و تارپنینگ در نهایت در سال ۲۰۰۳ با حفظ همکاری با شرکت مذکور دست به راه‌اندازی شرکتی زدند تا به‌طور تخصصی به ساخت خودروهای پاک‌سوز برقی با باتری‌هایی قوی بپردازد که نقایص و مشکلات نمونه‌های پیشین را نداشته باشد.
در سال ۲۰۰۴ یعنی یک سال پس از تأسیس این شرکت، ایلان ماسک با ارائه طرح اولیه موتورهای سری A موفق شد سرمایه و بودجه این شرکت را به ۷ و نیم میلیون دلار افزایش دهد.
جذب سرمایه ۷٫۵ میلیون دلاری سرمایه‌گذاری چون ایلان ماسک که بعدتر سمت ریاست هیئت مدیره شرکت را نیز کسب کرد برای آنها از اصلی‌ترین گام‌ها بود. به این ترتیب تیم تسلا در سال ۲۰۰۴ با اعضای اصلی خود یعنی جی‌بی استرابل، یان رایت، ایلان ماسک، مارتین ابرهارد و مارک تارپنینگ طرح اولین خودروی الکتریکی خود تحت عنوان رودستر را به مرحله کمال رساند.

## اهداف
هدف اصلی تسلا تجاری‌سازی خودروی برقی بود. به این منظور کار خود را با تولید ماشین اسپرت لوکس آغاز کرد و سپس به سمت تولید ماشین‌هایی همچون سدان و خودروی کامپکت ارزان قیمت رفت.

## پشتیبانی دولتی
در ژوئن ۲۰۰۹ تسلا ۲٫۴۶۵ میلیارد دلار آمریکا وام با سود را از وزارت انرژی ایالات متحده آمریکا دریافت کرد. این بودجه بخشی از برنامه ۸ میلیارد دلاری وام به تولید خودروهای با فناوری پیشرفته تر بود و از تولید تسلا مدل اس و نیز فناوری پاوِرتِرِین حمایت کرد.

## ساخت خودرو
نخستین تولید تسلا، خودروی تمام‌برقی تسلا رودستر است. این خودرو نخستین خودرویی است که از باتری یون لیتیمی در بازه بیشتر از ۳۲۰ کیلومتر (۲۰۰ مایل) برای هر شارژ استفاده می‌نماید.
نوع اسپرت این مدل، شتاب صفر تا صدی معادل ۳٫۷ ثانیه را دارا است. در فاصله سال‌های ۲۰۰۸ تا ۲۰۱۲ این شرکت تعداد ۲٫۲۵۰ دستگاه رودستر تسلا را در ۳۱ کشور به فروش رساند.
در سال ۲۰۱۶ تسلا بیش از ۷۶ هزار خودرو تولید کرد. در سه‌ماهه نخست سال ۲۰۱۷، ۲۵ هزار دستگاه خودروی الکتریکی عرضه کرده‌است.

## رانندگی خودکارباتسلا
از ویژگی‌های مهم خودروهای شرکت تسلا قابلیت رانندگی خودکار یا همان اتو پایلوت است. این شرکت ادعا می‌کند که این قابلیت می‌تواند احتمال تصادف را کاهش دهد. پیشرفت‌های جدید اتوپایلوت تسلا توانایی شناخت حد سرعت مجاز و تشخیص چراغ‌های راهنمایی است. ویژگی Speed Assist یا کمک سرعت، باعث افزایش صحت داده‌های اتوپایلوت در جاده‌های محلی و تشخیص محدودیت‌های سرعت در جاده‌ها شده و رانندگی ایمن‌تری را به ارمغان می‌آورد.

## صدرنشینی
در آوریل سال ۲۰۱۷ گروه خودروسازی تسلا با پیشی گرفتن از شرکت جنرال موتورز ارزشمندترین شرکت خودروسازی در بازار بورس سهام در آمریکا (نزدک) شد. به طوریکه ارزش کل سهام تسلا به رکورد ۵۲ میلیارد و ۷۰۰ میلیون دلار رسید و از ارزش سهام ۴۹ میلیارد و ۶۰۰ میلیون دلاری جنرال موتورز بالاتر رفت. علت این رشد سهام، افزایش محبوبیت خودروهای الکتریکی، بهبود عمر باتری‌های آنها و افزایش تقاضا برای خرید این نوع خودروها بوده‌است.
در سال ۲۰۱۵، تنها ارزش سهام دو شرکت گروه فولکس‌واگن آلمان و تویوتا ژاپن بالاتر از این شرکت قرار داشته‌است.
در سال ۲۰۲۱ این شرکت با اختلاف بالا بزرگ‌ترین شرکت تولیدی جهان و بزرگ‌ترین شرکت خودرو سازی جهان شد و مجموع درآمدش حدود ۸۰۰ میلیارد دلار شده.

## تولیدات
- تسلا رودستر (نسل اول)
- تسلا رودستر (نسل دوم)
- تسلا مدل اس
- تسلا مدل ایکس
- تسلا مدل ۳
- تسلا سایبرتراک